# 宽纹虎鲨
宽纹虎鲨（學名：Heterodontus japonicus），又名日本異齒鮫、日本異齒鯊，俗名角鯊、虎沙，是軟骨魚綱虎鯊目虎鯊科虎鲨属下的一个种，最初由魚類學家Nicholas Miklouho-Maclay和William John Macleay在1884年新南威爾斯州林奈學會學報中描述，命名Cestracion japonicus，該模式標本是在日本東京。

## 分布
本魚分布於西北太平洋區，包括韩国、日本及中国北部、台灣等海域。

## 深度
水深5至37公尺。

## 特徵
本魚體延長，身體呈圓柱形，頭部短而寬，鼻子呈豬狀，眼無瞬膜，鼻孔與口間有深溝相連，前牙較小，中央有一個鋒利的牙尖，兩側有一對側牙尖，而後牙又寬又圓，嘴角有深深的皺紋，延伸到雙顎，第一背鰭又大又高，有點鐮刀形，它起源於胸鰭的基底，第二背鰭要小得多，但形狀相似，起源於腹鰭的後部尖端，背鰭各有1硬棘，臀鰭位於尾鰭的前面，尾鰭很寬，下葉很短，上葉很長，體色為淺棕色，體側由頭至尾有8至10條不明顯脂暗色橫帶，頭頂兩眼之間有一條淺色帶子，每隻眼睛下方都有一個深色斑點，體長可達1.2公尺。

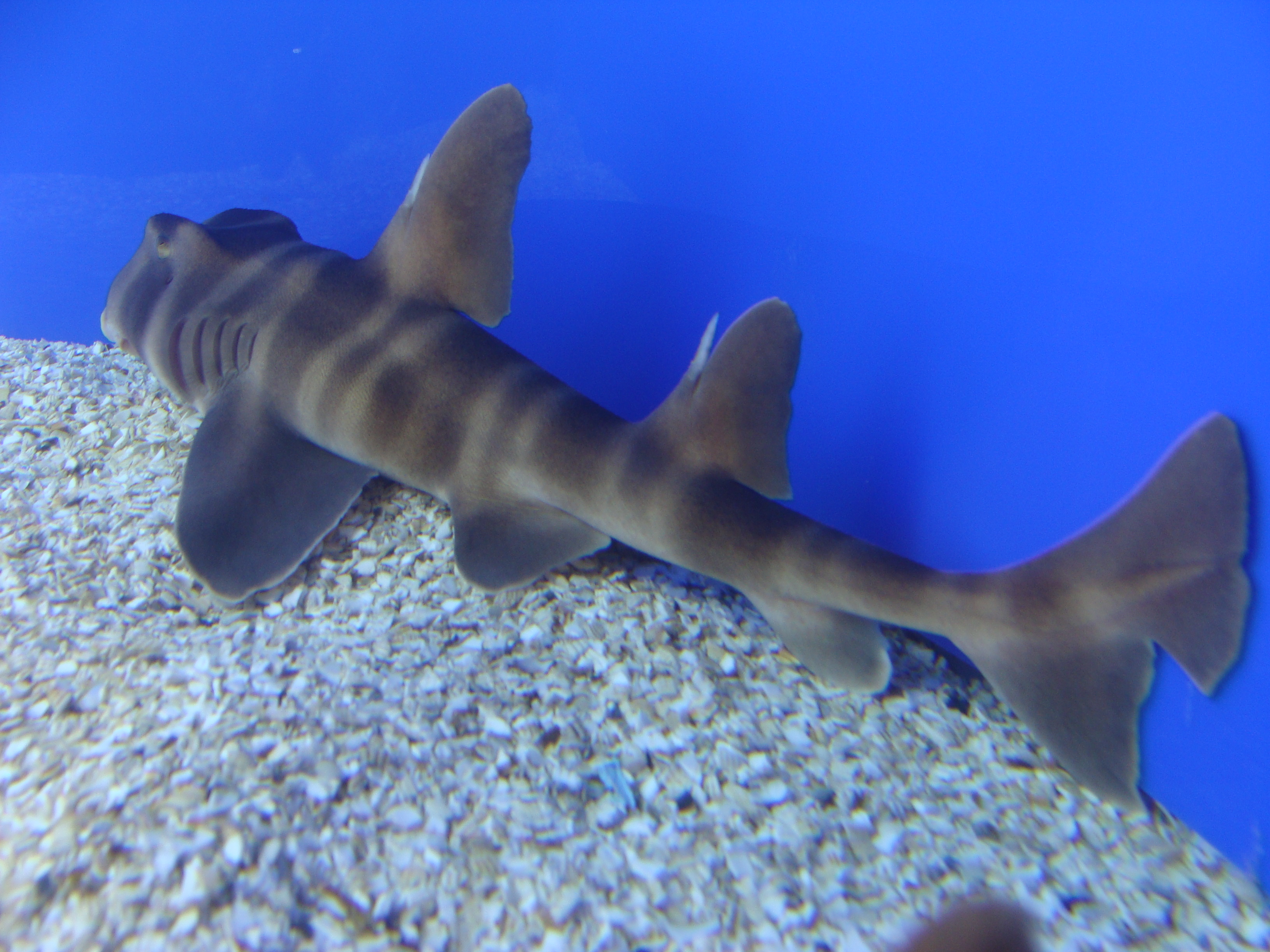

## 生態
本魚棲息在大陸棚近岸的地方，最普遍出沒於岩石及滿佈海帶的海底。為行動緩慢的掠食者，經常在沿著海底「行走」時捕獵它們，胸鰭和腹鰭交替運動，當發現獵物時，會伸長牠們的顎至相當遠的距離來捕食獵物，並用臼齒狀的後牙將其磨成碎片，以甲殼亞門、軟體動物、細小的魚類及鮑魚為食。卵生，雌魚產下巨大的卵囊，卵囊帶有薄凸緣，在外側螺旋三圈，頂端有一對短卷鬚。卵沉積在岩石或海藻床內8至9公尺深處。幾隻雌魚可能會在一個「巢」中共同產卵，其中總共可能含有多達15個卵。

## 經濟利用
大型魚種，其背鰭具硬棘。易經由食物鍊累積大量重金屬，會導致神經系統病變，不宜食用。體色多變化，性情尚溫和，亦是水族館常展示的魚種。